# Pardosa indecora
Pardosa indecora är en spindelart som beskrevs av Ludwig Carl Christian Koch 1879. Pardosa indecora ingår i släktet Pardosa och familjen vargspindlar. Inga underarter finns listade i Catalogue of Life.